# Kúhe Bábá
Kúhe Bábá (paštunsky بابا غر‎‎, persky کوه بابا‎) je pohoří ve středním Afghánistánu. Ve východozápadním směru, ve kterém má délku zhruba 250 kilometrů, jej lze vnímat jako západní předhůří Hindúkuše, v širším chápání Hindúkuše je vnímáno přímo jako jeho součást. Jeho nejvyšším vrcholem je Šách Fuládí jižně od Bámjánu s výškou 5048 metrů.
Pohoří tvoří rozvodí mezi několika významnými říčními systémy. Na sever teče Bámjánským údolím řeka Kundúz, přítok Amudarji tekoucí do bezodtokého Aralského jezera. Ani vody z některých jiných řek pramenících v Kúhe Bábá nedotečou do žádného moře. V poušti Karakum v Turkmenistánu se po 1150 kilometrech ztrácí  Tedžen, Balcháb vysychá, než doteče k Amudarje. Hilmand ústí do jezera Hamún. Výjimkou je řeka Kábul, která ústí do Indu, přítoku Indického oceánu.